# Giuseppe Ferrara
Giuseppe Ferrara (Castelfiorentino, 15 luglio 1932 – Roma, 25 giugno 2016) è stato un regista, sceneggiatore e critico cinematografico italiano.

## Biografia

### Gli esordi
Durante il periodo degli studi liceali fonda un Cine Club, che propone e analizza criticamente i recenti prodotti del Neorealismo. Gli anni successivi sono quelli dell'approdo a Firenze, all'università, dove Ferrara si laurea in Lettere con una tesi proprio riguardante il "Nuovo Cinema Italiano", il cui relatore è Roberto Longhi; ricevuto l'alloro, Ferrara si sposta a Roma per frequentare il corso di regia al Centro sperimentale di cinematografia (CSC). Durante le sue brevi licenze senesi, comincia a mettere a frutto quanto appreso nella capitale, con due cortometraggi in 16mm: Porto Canale e L'amata alla finestra, entrambi destinati a ricevere diversi riconoscimenti ufficiali.

### I primi lavori
Conseguito il diploma di regia nel 1959, fatica però a trovare degli sbocchi interessanti. Nell'ambito di suoi periodici ritorni alla città natale, all'interno di un progetto sulla Resistenza, Ferrara gira Brigata partigiana, documentario nel quale mescola immagini ricostruite con materiali di repertorio, una fusione che diverrà presto la sua cifra stilistica peculiare. Altri aspetti della realtà senese sono affrontati in Tramonto della mezzadria, sullo spopolamento dei poderi di campagna, e Il pregiudizio sociale, inchiesta televisiva dedicata al famoso Palio. Negli stessi anni germoglia la sua vocazione all'insegnamento, tramite una serie di trasmissioni radiofoniche sul cinema (Terzo programma, 1964) e un ciclo di lezioni sul neorealismo italiano al Consorzio Toscano per le attività cinematografiche.
Nel frattempo prosegue la sua attività di documentarista e regista di corti. A tutti gli anni sessanta riesce a portare a termine un'ottantina di opere. Esempio notevole può essere Le streghe a Pachino (1965), inchiesta sul silenzio di una Sicilia affetta dall'omertà mafiosa. Dopo una manciata di altri documentari sull'isola, tra cui quello dedicato ai fasci siciliani trasmesso dalla Rai nel marzo 1980, è la volta di alcuni lavori svolti per una casa indipendente di sinistra, che utilizza il cinema a fini di propaganda politica. È in questo frangente che Cesare Zavattini propone a Ferrara di partecipare a un progetto collettivo «che si propone[va] di fare assumere alla macchina la funzione di mezzo rivelatore e indagatore della realtà».

### Il Cine 2000
Nel 1969 fonda la cooperativa Cine 2000 per promuovere e produrre opere altrimenti bloccate dai condizionamenti dell'industria e, appunto, del potere. È anche l'anno del suo primo lungometraggio, Il sasso in bocca, opera innovativa sulla nascita e lo sviluppo del potere mafioso in Italia, ottenuta mescolando immagini di repertorio a ricostruzioni, senza che queste ultime prendano il sopravvento. Tradendo le regole dei più consueti film di finzione, Ferrara priva la vicenda di un vero e proprio personaggio protagonista, facendo in modo che - attraverso un montaggio ordinato - derivino direttamente dalle immagini.
Nel 1975 è la volta di Faccia di spia, dove l'amalgama tra fiction e documentario è meno evidente e sottolineato, a favore della prima forma. Con l'ausilio di qualche attore famoso, Ferrara ricostruisce vari e variegati avvenimenti storici (la morte di Pinelli, il colpo di Stato in Cile, l'omicidio Kennedy) tutti accomunati, secondo il regista, dall'intervento della CIA. All'interno del film ha spazio fra le altre la figura di Alexandros Panagulis, eroe nazionale greco ucciso dal regime dei colonnelli, protagonista assoluto della successiva opera di Ferrara. Nella miniserie televisiva Panagulis vive (1980), infatti, l'equilibrio tra fiction e documentario si rompe definitivamente, poiché il film è strutturato secondo la forma consueta del plot d'invenzione, intervallato da quelli che appaiono come documenti reali, ma che in realtà sono un'imitazione.
Con Cento giorni a Palermo (1984), Ferrara torna a parlare direttamente di mafia, occupandosi dell'assassinio del generale Carlo Alberto dalla Chiesa. Ma è Il caso Moro (1986) a toccare i gangli vitali del lato oscuro del Paese, nella ricostruzione di uno dei più gravi delitti politici della storia repubblicana.
Dopo le esperienze televisive di P2 story, inchiesta sulla famigerata loggia massonica con a capo Licio Gelli (5 puntate da un'ora ciascuna), e Il cinema cos'è, innovativo esperimento di didattica sul piccolo schermo, dove Ferrara in persona introduce ai segreti del linguaggio filmico e della produzione cinematografica (9 puntate trasmesse sulla Rai), il regista toscano torna a occuparsi delle zone grigie del mondo con Contra-diction - Il caso Nicaragua (1988), puntando l'occhio sulle vite tormentate di giovani killer del narcotraffico colombiano Narcos (1992). Di seguito all'esperienza latinoamericana, Ferrara gira a ridosso dei fatti Giovanni Falcone (1993), sugli ultimi anni della vita del giudice antimafia.

### L'attività di docente e il libro
Docente di regia presso la Facoltà di "Scienze della Formazione" dell'Università di Perugia (sede di Terni) per il corso di "Scienze e Tecnologie della Produzione Artistica", nel maggio del 2013 ha pubblicato per la Effequ il libro Doppiami. L'altra voce degli attori.

### L'ultimo film:Roma nuda
Muore per arresto cardiaco il 25 giugno 2016 all'età di 83 anni al policlinico Umberto I a Roma.
L'ultimo film, Roma nuda, resta inedito per il grande pubblico, tranne che per la proiezione privata avvenuta a Roma nel 2012. Doveva essere presente nella sezione "Back to Life", il 30 novembre, come anteprima per il 41° Torino Film Festival, e successivamente l'8 dicembre fra gli eventi speciali della XXII edizione del Festival del cinema di Porretta Terme, ma il produttore lo ha ritirato il 25 novembre 2023.

## Filmografia

### Lungometraggi
- Il sasso in bocca (1969)
- Faccia di spia (1975)
- Panagulis vive (1980) – versione per il cinema
- Cento giorni a Palermo (1984)
- Il caso Moro (1986)
- Contra-diction - Il caso Nicaragua (1988)
- Narcos (1992)
- Giovanni Falcone (1993)
- Segreto di stato (1995)
- I banchieri di Dio (2002)
- Guido che sfidò le Brigate Rosse (2007)
- Art. 19, episodio di All Human Rights for All (2008)
- Roma nuda (2012) – proiezione privata a Roma

### Altre opere
- Bambini dell'acquedotto – cortometraggio (1960)
- Inchiesta a Perdasdefogu – cortometraggio (1961)
- Brigata partigiana – cortometraggio documentaristico, con il commento di Ferruccio Parri (1962)
- I misteri di Roma – documentario (1963)
- Tramonto della mezzadria, con la collaborazione di Sergio Micheli – documentario (1965)
- Resistere a Roma – cortometraggio documentario (1966)
- Terzo mondo sotto casa, consulenza e commento di Franco Ferrarotti – documentario (1970)
- Una città malata – documentario (1973)
- La città del malessere – documentario (1973)
- Panagulis vive – miniserie TV (1980)
- P2 story – documentario (1985)
- Donne di mafia – miniserie TV (2001)
- I ragazzi del Vesuvio – docu-drama (2010)